# Михайлова, Лариса
Лариса Михайлова (род. 3 января 1969) — российская легкоатлетка, специалистка по бегу на средние и длинные дистанции, марафону. Выступала на профессиональном уровне в 1995—2015 годах, победительница Кубка Европы, чемпионка России в беге на 800 метров в помещении, многократная победительница и призёрка первенств всероссийского значения, участница ряда крупных международных стартов, в том числе чемпионата Европы в Будапеште. Представляла Москву и Московскую область. Впоследствии проживала в США, работала спортивным агентом.

## Биография
Лариса Михайлова родилась 3 января 1969 года.
Впервые заявила о себе в сезоне 1995 года, когда в беге на 1500 метров заняла шестое место на Мемориале братьев Знаменских в Москве.
В 1997 году на чемпионате России в Туле стала пятой в беге на 800 метров.
В 1998 году на 800-метровой дистанции одержала победу на молодёжном всероссийском первенстве в Москве, получила серебро на международном турнире «Русская зима», превзошла всех соперниц на зимнем чемпионате России в Москве. Попав в состав российской сборной, выступила на чемпионате Европы в помещении в Валенсии, где дошла до стадии полуфиналов. Позднее победила на открытом чемпионате Москвы, на Мемориале Куца в Москве, на Кубке Европы в Санкт-Петербурге. Благодаря череде удачных выступлений удостоилась права защищать честь страны на чемпионате Европы в Будапеште — в программе 800 метров благополучно преодолела предварительный квалификационный этап и полуфинал, тогда как в решающем забеге на старт не вышла.
В 1999 году взяла бронзу на зимнем чемпионате России в Москве, получила серебро на Мемориале Знаменских в Москве, была лучшей на международном турнире Tsiklitiria в Афинах, установив здесь свой личный рекорд в беге на 800 метров на открытом стадионе — 1:57.70.
На чемпионате России 2000 года в Туле показала в финале пятый результат.
В 2004—2015 годах активно выступала на коммерческих шоссейных стартах в США, в частности становилась победительницей Филадельфийского марафона.
Впоследствии основала беговой клуб L.M. Elite Running Club в городе Хеброн, штат Кентукки, работала спортивным менеджером в США — в качестве агента вела дела бегунов из Кении, Эфиопии, Марокко и других стран. В 2016 году подверглась обвинениям в распространении запрещённых веществ со стороны USADA и IAAF, когда трое спортсменов клуба, будучи уличёнными в употреблении допинга, дали против неё показания. Михайлова отрицала все обвинения.